# Tetracnemus bifasciatellus
Tetracnemus bifasciatellus är en stekelart som först beskrevs av Mercet 1919.  Tetracnemus bifasciatellus ingår i släktet Tetracnemus och familjen sköldlussteklar. Arten är reproducerande i Sverige. Inga underarter finns listade i Catalogue of Life.